# Vincencov
Vincencov (en allemand : Vinzenzdorf) est une commune du district de Prostějov, dans la région d'Olomouc, en République tchèque. Sa population s'élevait à 110 habitants en 2023.

## Géographie
Vincencov se trouve à 8 km au sud-sud-ouest de Prostějov, à 25 km au sud-ouest d'Olomouc et à 204 km à l'est-sud-est de Prague.
La commune est limitée par Určice au nord, par Vranovice-Kelčice à l'est, par Otaslavice au sud et au sud-ouest, et par Myslejovice à l'ouest.

## Histoire
La première mention écrite de la localité date de 1798.

## Galerie

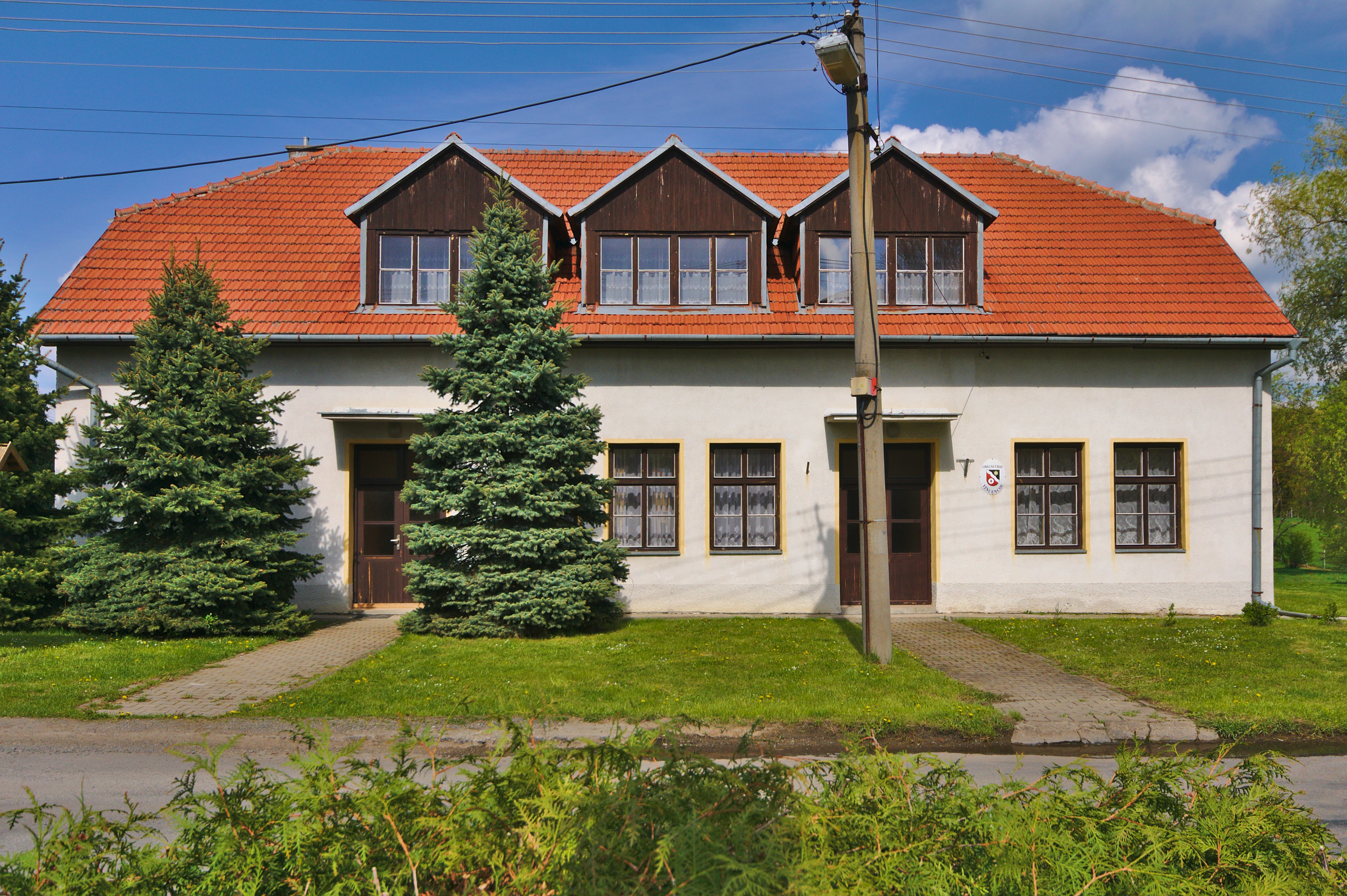
Vincencov : la mairie.
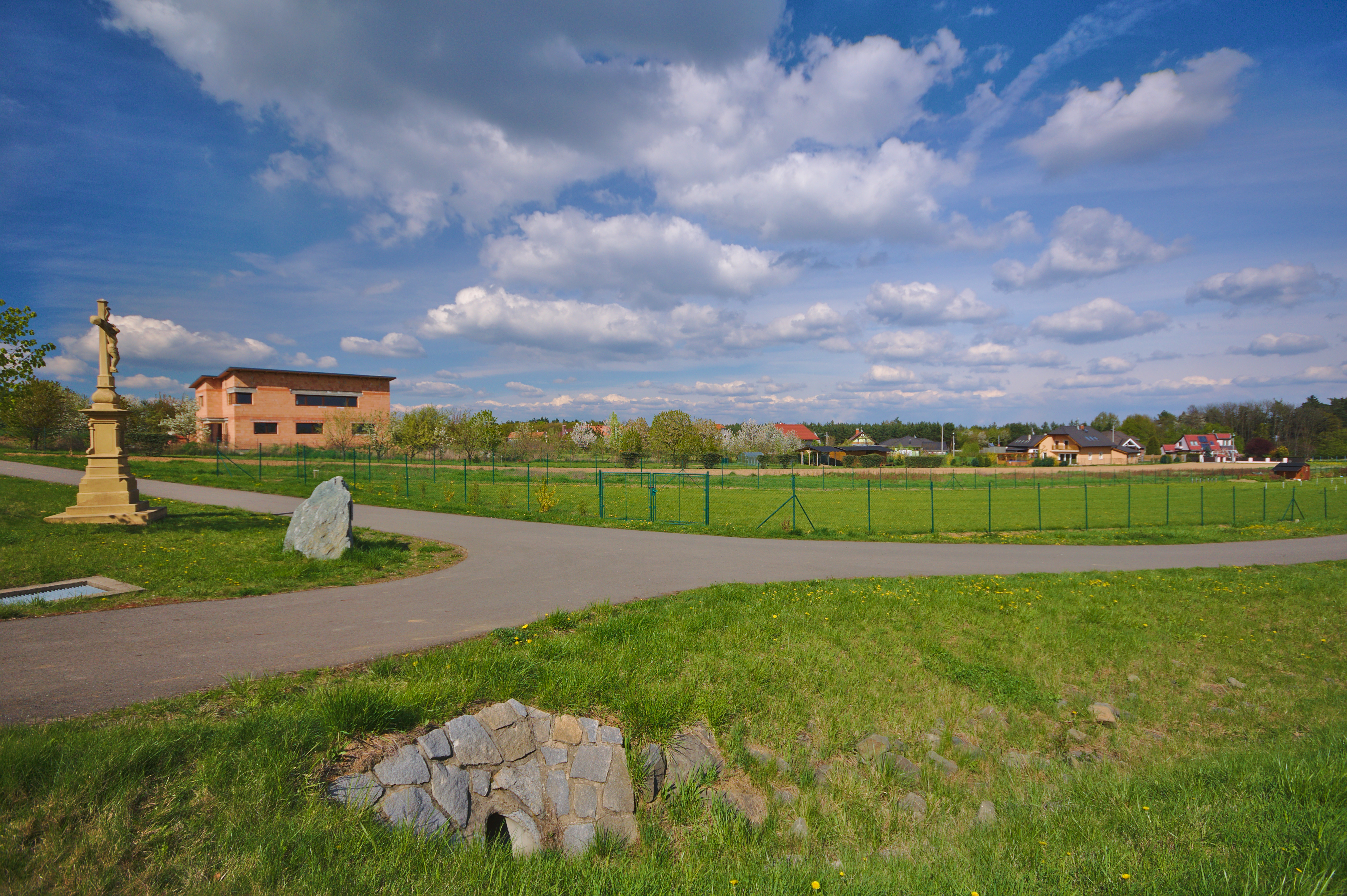
Vue de Vincencov.

## Transports
Par la route, Vincencov se trouve à 13 km de Prostějov, à 30,5 km d'Olomouc et à 261 km de Prague.